# Phumosia setulosa
Phumosia setulosa este o specie de muște din genul Phumosia, familia Calliphoridae, descrisă de Hiromu Kurahashi și Magpayo în anul 2000.
Este endemică în Filipine. Conform Catalogue of Life specia Phumosia setulosa nu are subspecii cunoscute.